# Santuário do Órix da Arábia
O Santuário do Órix da Arábia é uma área biogeográfica em Omã. Nevoeiros sazonais e orvalho suportam um ecossistema desértico único, cuja diversa flora inclui várias plantas endémicas. A sua rara fauna inclui o primeiro rebanho livre de órixes da arábia desde a extinção global das espécies no meio selvagem em 1972, que foi reintroduzido em 1982. Único sítio de procriação selvagem do Chlamydotis undulata, uma espécie de ave pernalta, é também possível encontrar lá o íbex-da-núbia, o lobo-árabe, o ratel, o caracal e a maior população selvagem de gazela-árabe (Gazella arabica).
Foi incluído na lista de Património Mundial em 1994 e retirado da mesma em 2007 devido à decisão do governo de Omã de reduzir o espaço da área protegida em 90%.